# Кудаш (река)
Кудаш — река в России, в Республике Татарстан. Устье реки находится в 176 км по правому берегу реки Степной Зай, примерно в 2,5 км севернее пгт Карабаш (разобрано на мелиоративные каналы). Длина реки составляет 11 км, площадь водосборного бассейна 45,5 км². На реке один населённый пункт — село Кудашево, выше его река носит название Ташлычишма.

## Данные водного реестра
По данным государственного водного реестра России относится к Камскому бассейновому округу, водохозяйственный участок реки — Кама от Нижнекамского гидроузла и до устья, без реки Вятка, речной подбассейн реки — бассейны притоков Камы до впадения Белой. Речной бассейн реки — Кама.